# Karéo
Karéo est une localité située dans le département d'Arbollé de la province du Passoré dans la région Nord au Burkina Faso.

## Géographie
Karéo est situé à 8 km au nord-ouest de Kaba, à environ 10 km au sud-ouest d'Arbollé, le chef-lieu du département, et de la route nationale 2 allant vers le nord-ouest du pays. Le village est à environ 40 km au sud-est de Yako.

## Santé et éducation
Le centre de soins le plus proche de Karéo est le centre de santé et de promotion sociale (CSPS) de Kaba tandis que le centre médical avec antenne chirurgicale (CMA) de la province se trouve à Yako.